# Springfield, Massachusetts
Springfield là một thành phố thành phố lớn nhất bên sông Connecticut, là quận lỵ quận Hampden trong tiểu bang thịnh vượng chung Massachusetts, Hoa Kỳ. Thành phố có tổng diện tích 82.8  km², trong đó diện tích đất là 5.1  km². Theo điều tra dân số Hoa Kỳ năm 2010, thành phố có dân số 153.060 người.
Vùng đô thị Springfield là một trong các hai khu vực đô thị Massachusetts - vùng đô thị kia là vùng đô thị Boston. Trong năm 2009, dân số Vùng đô thị Springfield mở rộng ước khoảng 698.903 người. Trong lịch sử các Springfield đầu tiên ở Tân Thế giới, nó là thành phố lớn nhất ở Western New England và các, đô thị thủ phủ kinh tế, và văn hóa của tiểu bang Massachusetts Connecticut River Valley, (thông tục được gọi là Thung lũng Pioneer). Đây là thành phố lớn thứ ba trong tiểu bang Massachusetts và lớn thứ tư ở New England (sau Boston, Worcester và Providence). Springfield có biệt danh một số Thành phố của những thứ đầu tiên, vì nhiều đổi mới (xem danh sách một phần bên dưới); Thành phố Homes, do hấp dẫn kiến trúc dân cư của tiểu bang Victoria, và thành phố Hoop, vì bóng rổ - hiện 2 trên thế giới phổ biến nhất thể dục thể thao được tạo ra ở Springfield.
Hartford, thủ phủ bang Connecticut, nằm chỉ cách 23,9 dặm (38,5 km) về phía nam của Springfield, bên bờ Tây của sông Connecticut. Springfield và Hartford chia sẻ sân bay quốc tế Bradley, nằm cách đều hai thành phố này. Khu vực Hartford-Springfield được gọi là Hành lang tri thức vì nó có hơn 160.000 sinh viên đại học và hơn 32 trường đại học và cao đẳng nghệ thuật tự do. Springfield nằm ở trung tâm địa lý của Hành lang tri thức, với hơn 20 trường đại học trong vòng bán kính 15 dặm (24 km) của Trung tâm Metro của nó. Thành phố của Springfield có trường cao đẳng Springfield, Đại học Western New England; Đại học Trường Y khoa Tufts, American International College, Trường Amherst thiết kế đô thị của Đại học Massachusetts; Cambridge College; và Cao đẳng kỹ thuật cộng đồng Springfield, trong số khác cao hơn các tổ chức giáo dục.
Thành phố Springfield đã đóng một vai trò quan trọng trong suốt lịch sử nước Mỹ - được thành lập trên đất màu mỡ nhất New England, bên cạnh một trong những con sông của nước Mỹ quan trọng nhất, Springfield là nằm trung độ giữa các cảng chính Bắc Mỹ như Thành phố New York, Boston, Albany, và Montreal.